# Карактер
Карактер означава кључно обележје личности, специфичан склоп емоционално-мотивационих, социјалних, моралних и конативних изразитих црта по којима се она разликује од свих других. Према Фројду, за развој склопа црта карактера значајно је како је појединац прошао различите стадијуме у развоју либида, а посебно аналну и оралну фазу. Такође је важан начин како је његов Его остварио однос према Иду и Супер-егу. Према социјалним аналитичарима, на формирање карактера утичу и организација друштва и интерперсонални односи, а не само организација либида.

## Инфантилни карактер
Личност пати од комплекса инфериорности. Страхује од кастрације што је резултат присутности ауторитативног оца који забрањује онанију, стога му се не усуђује супротстављати. У сваком погледу се плаши оца и зато бежи код мајке која је у већини случајева такође ауторитативна; тако се дете развија у несигурну личност пуну фрустрација. Развија се снажно поистовећивање са моногамном мајком тј. мајком која захтева невиност и сматра сексуалност понижавајућом. Зато се личност боји жене/мушкарца а такође и сексуалног односа. Не жели коитус и задовољава се трљањем и стискањем уз партнера. Мушкарац је слабо потентан и брзо доживљава ејакулацију.

## Аристократски карактер
Личност мрзи оца и има фобију да му то није прави отац, него неко вишег рода; такође жели да буде супротност свога оца. Понаша се бахато и често омаловажава друге. То је његова компензација инфериорности. Оне мушкарце који му се допадају, презире. Тај презир представља садизам и хомосексуално удварање. Према мајци гаји Едипов комплекс. Пати од честих ноћних мора. Не мастурбира јер сматра да је изнад тога. Код жена је тај тип карактера ређи, али манифестација је слична само обрнута. Овај тип карактера тежи да прерасте уску средину малограђанства.

## Нарцисоидни карактер
Ово је типичан карактер повезан са полним сукобима у детињству, који ствара нарцисоидни оклоп. Личност пати од маније стварања доброг утиска. Неуротична је и увредљива ако јој се не диви, док се сама себи у сваком смислу диви, поготово свом органу. Партнера брзо напушта ако не наиђе на дивљење. Код овог типа карактера само половина личности учествује у доживљају, јер је стално присутан страх од неуспеха.

## Генитални карактер
Личност је природно озбиљна, обдарена способношћу да се контролише, агресивна је и поседује чврст нарцисоидни елемент, тиме и мисао остављања доброг утиска. Партнера се држи искључиво тежњом угоде. Личност је способна за промене објекта љубави. Нагиње моногамији а такође и полигамији. Орални еротизам, воајеризам и аналност, често су присутни код овог типа. Личност није способна за нормалну везу и компромисе који иду уз везу; она или одушевљено воли или страсно мрзи.

## Присилни карактер
Овај карактер сачињен је у потпуности од компромиса, управо као и симптом. Живи по неопозивом обрасцу и било каква промена код особе са овим карактером изазива конфузију. Личност је ситничава, поседује смисао за ред, шкрта је, цепидлачива, неповерљива и сумњичава. Поседује страст за сакупљање ствари, макар и безвредних. Обожава осећај кривице као и сажаљења. Афективно је закочена, круто конвенционална и исправна, што често води садизму (ударање, гажење, пробадање). Ако личност не успева да ужива са партнером супротног пола, окреће се у анални стадијум; то је замена гениталности фаличким садизмом.

## Хистерички карактер
Личност овог типа је претерано уљудна, манијакално чиста и живи присилним редом. Пуна је страхова и тескоба. То је човек тренутка; бојажљиво приступа или се наметљиво полно понаша. Понашање се мења неочекивано и ненамерно. Личност се лако узбуђује, али је неспособна за емотивно – сексуалну везу. Полне везе су јој детињасте природе; замишљене доживљаје прихвата као стварне. Преоптерећена је неистрошеном енергијом у виду полне напетости. Личност тог типа воли да кокетира, али то не указује на сексуалну вољност него на покушај да се испита евентуална опасност; тада обично бежи. Код тих личности у питању је пасивна хомосексуалност, оралне, аналне и уретралне тежње. Понашање је феминизовано.

## Параноично-агресивни карактер
Личност овог типа карактера има ушчувану јасноћу и ред у резоновању. Несигурног је понашања, неповерљива и склона црвењењу; све то је одраз конфликата у родитељском дому, где су оба родитеља била врло строга. Личност је углавном бисексуално активна. Код овог типа постоји мешавина неуротског, присилног и инфантилног карактера, а такође и садо-мазохистичког. Личност је агресивна у случају немогућности добијања жељеног. Код овог типа се постепено развија читав систем суманутих идеја величине.

## Неуротски карактер
Личност пати од комплекса инфериорности депресија и напада хистерије, а нагиње самокажњавању. Код овог типа карактера типично је потискивање које ствара морал; тако је личност лажно морална. Јер она је порнографски похотљива и садистички морална у исто време. Личност је неспособна да се ослободи унутрашње празнине, као и измене саме себе. Често је неспособна да воли; она тежи за љубавном срећом, али истовремено је равнодушна на љубавну срећу других. Мушкарцу жена представља мајку или сестру, а жени мушкарац оца или брата. Его овог типа карактера је толико крут да временом не може да усклади полни живот ни полно искуство. Его је или аскетски или постиже задовољење само уз осећај кривице, уз круту моногамију. То је последица родитељске забране онаније или сексуалног односа уопште. Таква личност полни чин сматра нечим прљавим и често је присутна анално-садистичка фикција. Личност овог типа тешко постиже оргазам и често је импотентна. Агресија, која је увек присутна, као и претерана савест, постају подстицај за убијањем. Психичка и мишићна укрућеност су код овог типа карактера јединство. Личност има неритмичке покрете, док су мишићи образа напети тако да човек личи на маску. Глас је обично крештав.

## Пасивно-фемино карактер
Личност је инфантилна; хистерична је и плашљива, већ од раног детињства. То је последица доминантног и строгог оца који јој улива страх, док је мајка блага и врло брижна. Мајку обожава и доживљава ју као мушкарца, стога има учестале снове у којима мајка има пенис, и осећај одвратности према женском полном органу. Зато је таква особа пасивни хомосексуалац. Због очевог непрестаног упозорења да се клони онаније, рађа се страх од кастрације. Страх од оца прелази у страх од жене. Код тог типа карактера наилазимо на површну послушност, која је удружена са најупорнијим унутрашњим отпором. Тако се агресија претвара у овај тип карактера. Пасивно-фемино карактер код мушкарца се темељи на поистовећивању са мајком, док код жена ствара чврст мушки карактер због очеве хладноће па су зато склоне да развију хистеричку природу.

## Фалично-нарцисоидни карактер
Овај карактер је уско повезан са гениталним карактером, а стоји између присилне неурозе и хистерије. Присутна је отворена агресија, охолост, дрскост, осветољубивост, презрива агресија, нарцистичко-садистички елементи, као и достојанственост и енергичност. Личност овог типа је ташта, ирационална и натпросечно либидна. Напад предухитри својим нападом. Ове личности су често параноици, шизофреничари, шизоиди и зато су оргастично неспособни. Ту наилазимо на сродност генија и криминалца, као и сексуалне убице. Егзибиционизам је често присутан, такође и разне зависности (алкохолизам, наркотици, коцкање, итд). Такав карактер је последица траума из детињства; мајка је разочарала сина, отац ћерку (у сексуалном смислу). Мајка је строга и фрустрирана и дете пати због недостатка њене љубави, док оца обично обожава. Мушкарац овог типа је активан хомосексуалац и потцењује жену, садиста; врло је потентан и поносан на свој орган. Жена врло ретко спада у ту категорију. Полно је врло привлачна, а узбудљива клиторално. Често је активна бисексуалка и склона активној и пасивној фелацији. Мушкарца настоји да учини неспособним; фантазира да има пенис, а он је повезан са њеним грудима. Жена поседује мајчински став према млађим мушкарцима, а мушкарац из те групације има склоност према млађим женама. У том карактеру наилазимо и на нарцизам, као и садо-мазохизам усмерен поготово према женама (освета за строгу мајку и поистовећивање са њом).

## Садо-мазохистички карактер
Садизам и мазохизам нису апсолутне супротности. Јављају се у пару и један нагонски циљ никада није присутан без другог. Како за садисту, тако и за мазохисту – само патња је оно што је битно. Они имају потребу да се потврде кроз бол, с тиме да је начин другачији; мазохиста прима бол, садиста га задаје (његов начин је деструктиван). Мазохиста има трајан, субјективан осећај патње, склоност да се жали, надаље самопонижава, самоповређује, чак да мучи другог док сам због тога пати; он изазива, неваљао је – да би био кажњен. Као да тиме каже: „Видиш како сам јадан – воли ме!" Сврха мучења је да се не дође до врхунца аутоеротски; жели да се доживи полни акт без кривње. Мазохиста не подноси похвалу и често се прави глуп. Са нормално оријентисаним партнером је спутан и плаши се оштећења полних органа, зато спутава сваки угођај. Пасиван је због аналне фиксације. То су све фрустрације изазване страхом који често води у самоубиство. Као што мазохиста изненада може да се промени у садисту, тако и садиста може у мазохисту. Садизам прелази у мазохизам када се окреће против властите личности, его-савести. Неуроза је присутна код садисте и мазохисте, обавезно. Код правих садо-мазохиста, полни акт није присутан. Сам наговештај узбуђује као и атмосфера. Машта игра главну улогу при психолошком опуштању. Код њих се ради о дубоком разочарању у љубав још из раног детињства. Страх од оца, одбијање од стране мајке. Ако отац кажњава – диви му се; ако је мајка превише брижна – развија се Едипов комплекс. Све то доводи до јаког захтева љубави. Садо-мазохизам делимо у три групације:
- Орални (деструктивни потицај, грижење)
- Анални (уништавање, гажење, ударање)
- Фалички (пробадање, бушење).

На тај облик карактера наилазимо у свим сексуалним опредељењима: код хетеросексуалности, бисексуалности и хомосексуалности (мушке и женске).